# Konnékongo
Konnékongo est une commune rurale située dans le département de Bindé de la province du Zoundwéogo dans la région du Centre-Sud au Burkina Faso.

## Géographie
Konnékongo est situé à 3 km au nord de Bindé et à 10 km au nord de Manga.

## Santé et éducation
Le centre de soins le plus proche de Konnékongo est le centre de santé et de promotion sociale (CSPS) de Bindé tandis que le centre médical (CMA) le plus proche se trouve à Manga.